# Cyclaspis linguiloba
Cyclaspis linguiloba är en kräftdjursart som beskrevs av Liu 1990. Cyclaspis linguiloba ingår i släktet Cyclaspis och familjen Bodotriidae. Inga underarter finns listade i Catalogue of Life.